# Vigna hirtella
Vigna hirtella är en ärtväxtart som beskrevs av Henry Nicholas Ridley. Vigna hirtella ingår i släktet vignabönor, och familjen ärtväxter. Inga underarter finns listade i Catalogue of Life.